# Alta presión atmosférica

Comparación entre un ciclón y un anticiclón en el hemisferio norte

Una alta presión o anticiclón es una masa de aire donde la presión atmosférica (corregida al nivel del mar) es superior que la del aire circundante. El aire de un anticiclón es más estable que el aire que lo circunda y desciende sobre el suelo desde las capas altas de la atmósfera, produciéndose un fenómeno denominado subsidencia. Los anticiclones, debido a lo anterior, provocan situaciones de tiempo estable y ausencia de precipitaciones, ya que la subsidencia limita la formación de nubes. Los anticiclones giran en sentido horario en el hemisferio norte y antihorario en el hemisferio sur, al revés que los ciclones, por causa del efecto Coriolis.

## Historia
Sir Francis Galton descubrió por primera vez los anticiclones en la década de 1860.  Son las zonas preferidas dentro de un patrón de flujo de sinóptica en los niveles más altos de las depresiones en el patrón de la onda de Rossby. Los sistemas de alta presión se denominan alternativamente anticiclones. Su circulación se denomina a veces cum sole.  Las zonas de altas presiones subtropicales se forman bajo la porción descendente de la circulación de la célula de Hadley. Las zonas de alta presión de nivel superior se sitúan sobre los ciclones tropicales debido a su naturaleza de núcleo cálido.
Los anticiclones de superficie se forman debido al movimiento descendente a través de la troposfera, la capa atmosférica donde se produce el tiempo.  Las zonas preferidas dentro de un patrón de flujo de sinóptica en los niveles superiores de la troposfera se encuentran bajo el lado occidental de las vaguadas.  En los mapas meteorológicos, estas áreas muestran vientos convergentes (isotacas), también conocidos como confluencia, o líneas de altura convergentes cerca o por encima del nivel de no divergencia, que se encuentra cerca de la superficie de presión de 500 hPa aproximadamente a mitad de la troposfera. Debido a que se debilitan con la altura, estos sistemas de alta presión son fríos.

### Cresta subtropical

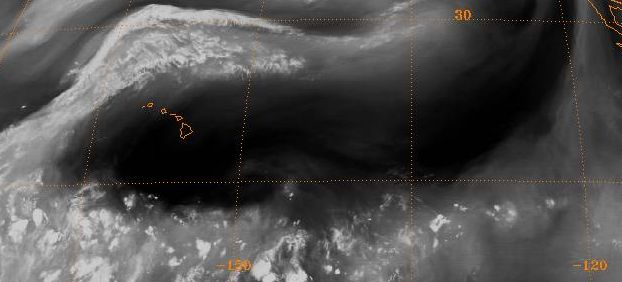
La dorsal subtropical se muestra como una gran zona de color negro (sequedad) en esta imagen de satélite de vapor de agua de septiembre de 2000

El calentamiento de la tierra cerca del ecuador fuerza el movimiento ascendente y la convección a lo largo de la vaguada monzónica o zona de convergencia intertropical.  La divergencia sobre la vaguada casi ecuatorial hace que el aire se eleve y se aleje del ecuador en el aire.  A medida que el aire se desplaza hacia las latitudes medias, se enfría y se hunde dando lugar a una subsidencia cerca del paralelo de 30° de ambos hemisferios.  Esta circulación conocida como célula de Hadley forma la dorsal subtropical. Muchos de los desiertos del mundo son causados por estas zonas de alta presiones climatológicas. Debido a que estos anticiclones se fortalecen con la altura, se conocen como dorsales de núcleo cálido.

### Formación en altura
El desarrollo de anticiclones en altura se produce en los ciclones de núcleo cálido, como los ciclones tropicales, cuando el calor latente causado por la formación de nubes se libera en altura aumentando la temperatura del aire; el espesor resultante de la capa atmosférica aumenta la alta presión en altura que evacua su flujo de salida.

## Concepto
La circulación del aire en el interior de un anticiclón es, en el hemisferio norte, en el sentido de las manecillas del reloj, (dextrógiro), y en el hemisferio sur en sentido contrario a las manecillas del reloj, (levógiro). El sentido de giro del aire es pues inverso al que se da en un ciclón o borrasca, (el cual es levógiro en el hemisferio norte y dextrógiro en el hemisferio sur).
Un anticiclón térmico es el descenso de una masa de aire debido a que está más fría que el entorno. Se produce cuando el aire desciende por enfriamiento, aumenta la presión atmosférica, y la pérdida de temperatura es mayor en las capas bajas que en las altas, provocando una inversión térmica. Da un tiempo seco, soleado y frío.
Un anticiclón dinámico es el descenso de una masa de aire debido a que es empujada hacia la superficie de la Tierra por la advección (variación de un escalar en un punto dado por efecto de un campo vectorial, es decir, dentro de lo referente a la meteorología, el proceso de transporte de una propiedad atmosférica) en altura de masas de aire que la desplazan del lugar en el que está. Da tiempo seco, soleado y caluroso.
El anticiclón se caracteriza por su presión atmosférica que es superior a la del aire cercano, que produce un efecto expansivo en esa zona. Lo anterior lo diferencia de la depresión, cuya presión atmosférica es más baja que el aire circundante, la cual produce un efecto de contracción del aire hacia el centro de la borrasca.
Anticiclón: en las zonas donde el aire frío desciende a la presión normal se le suma la presión que ejerce el aire al descender.
También pueden clasificarse por su ciclogénesis en:
- Anticiclones fríos: Se producen por enfriamiento de una bolsa de aire que está en contacto con el suelo. Este aire se queda bloqueado y no puede moverse ni deja pasar otros sistemas meteorológicos.

- Anticiclones cálidos: Se forman asociados a las zonas de la circulación general de la atmósfera, por convección desde otras zonas anticiclónicas, que empujan al aire, que previamente había subido, hacia abajo. Este aire viene más seco y más frío que su entorno, pero baja a enfriarse todavía más. A esta categoría pertenecen los anticiclones subtropicales como el de las Azores.

## Circulación del viento en los hemisferios norte y sur
La dirección del flujo de viento alrededor de una zona de alta presión atmosférica y una zona de baja presión, vista desde arriba, depende del hemisferio. Los sistemas de alta presión giran en el sentido de las agujas del reloj en el hemisferio norte; los sistemas de baja presión giran en el sentido de las agujas del reloj en el hemisferio sur.
Los sistemas de altas presiones en las latitudes templadas suelen traer tiempo cálido en verano, cuando la cantidad de calor que se recibe del Sol durante el día supera al que se pierde durante la noche, y tiempo frío en invierno, cuando la cantidad de calor que se pierde durante la noche supera al que se gana durante el día.
En el hemisferio sur el resultado es similar. Australia y el cono sur de Sudamérica tienen un verano caluroso y seco debido a la dorsal subtropical y un invierno más fresco y húmedo debido a los frentes fríos de los océanos meridionales.
El término ciclón fue acuñado por Henry Piddington de la Compañía Británica de las Indias Orientales para describir la devastadora tormenta de diciembre de 1789 en Coringa, India.Un ciclón se forma alrededor de una zona de baja presión. Anticiclón, el término para el tipo de tiempo que rodea una zona de alta presión, fue acuñado en 1877 por Francis Galton.
Una regla simple es que para las zonas de alta presión, donde generalmente el aire fluye desde el centro hacia fuera, el efecto Coriolis dada por la rotación de la tierra a la circulación del aire está en la dirección opuesta a la rotación aparente de la tierra si se ve desde arriba del polo del hemisferio. Así, tanto la tierra como los vientos alrededor de una zona de baja presión giran en sentido contrario a las agujas del reloj en el hemisferio norte, y en el sentido de las agujas del reloj en el sur. Lo contrario a estos dos casos ocurre en el caso de una alta. Estos resultados se derivan del efecto Coriolis.

## Efectos

### Sistemas basados en la superficie

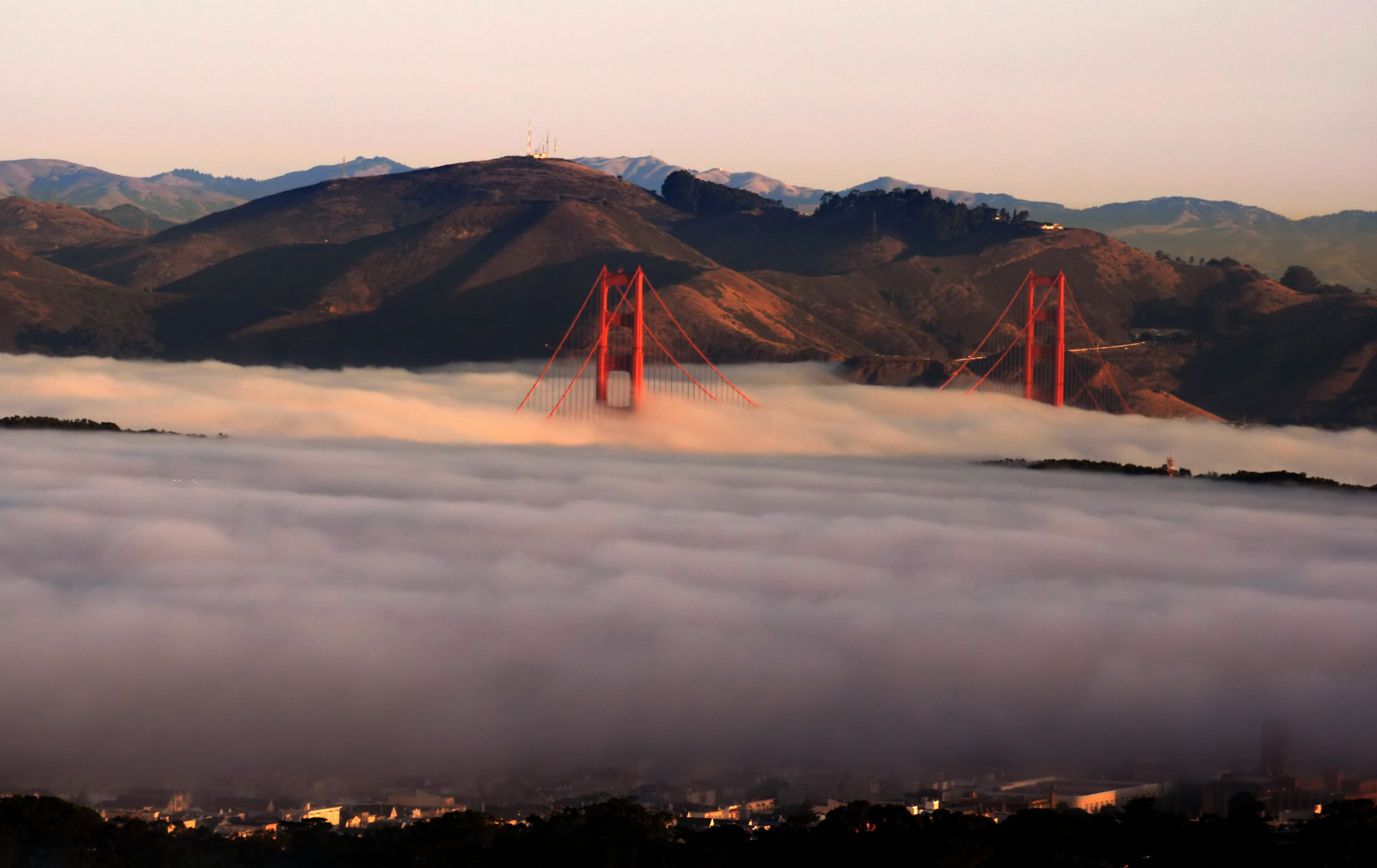
Golden Gate Bridge en la niebla

Los sistemas de alta presión se asocian frecuentemente a vientos ligeros en superficie y a subsidencia de aire procedente de porciones superiores de la troposfera.  La subsidencia generalmente calentará una masa de aire por adiabático (compresión). Así, las altas presiones suelen traer consigo cielos despejados. Al no haber nubes que reflejen la luz solar durante el día, hay más radiación solar entrante y las temperaturas aumentan rápidamente cerca de la superficie.  Por la noche, la ausencia de nubes hace que la radiación de onda larga saliente (es decir, la energía térmica de la superficie) no se bloquea, lo que da lugar a temperaturas bajas diurnas más frescas en todas las estaciones.  Cuando los vientos superficiales se vuelven ligeros, la subsidencia producida directamente bajo un sistema de alta presión puede conducir a una acumulación de partículas en las zonas urbanas bajo la alta presión, dando lugar a una bruma generalizada. Si el nivel de superficie humedad relativa se eleva hacia el 100 por ciento durante la noche, puede formarse niebla.
El movimiento de las masas de aire ártico continental hacia latitudes más bajas produce sistemas de alta presión fuertes pero poco profundos verticalmente. La inversión de temperatura a nivel de superficie puede dar lugar a zonas de estratocúmulos o nubes de estratos persistentes, conocidas coloquialmente como penumbra anticiclónica. El tipo de tiempo provocado por un anticiclón depende de su origen. Por ejemplo, las extensiones de las altas presiones de las Azores pueden provocar una melancolía anticiclónica durante el invierno porque recogen humedad al desplazarse sobre los océanos más cálidos. Las altas presiones que se acumulan en el norte y se desplazan hacia el sur suelen traer tiempo despejado porque se enfrían en la base (en lugar de calentarse), lo que ayuda a evitar la formación de nubes.
Una vez que el aire ártico se desplaza sobre un océano no congelado, la masa de aire se modifica en gran medida sobre el agua más cálida y adquiere el carácter de una masa de aire marítima, lo que reduce la fuerza del sistema de alta presión. Cuando el aire extremadamente frío se desplaza sobre océanos relativamente cálidos, pueden desarrollarse bajas polares Sin embargo, las masas de aire cálidas y húmedas (o tropicales marítimas) que se desplazan hacia el polo desde fuentes tropicales son más lentas de modificar que las masas de aire árticas.

### Sistemas medio-troposféricos

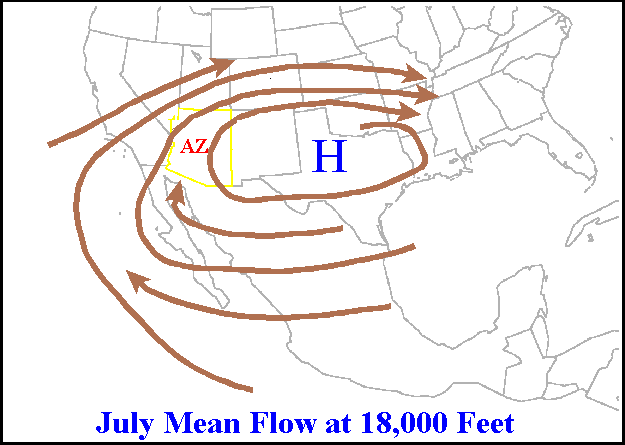
Posición media de la dorsal subtropical en julio en América del Norte.

La circulación en torno a las dorsales de nivel medio (altitud), y la subsidencia del aire en su centro, actúan para dirigir los ciclones tropicales alrededor de su periferia.  Debido a la subsidencia dentro de este tipo de sistemas, puede desarrollarse una capa que inhibe la convección libre y, por tanto, la mezcla de la troposfera de nivel inferior con la de nivel medio.  Esto limita la actividad de las tormentas cerca de sus centros y atrapa contaminantes de bajo nivel como el ozono en forma de neblina bajo su base, lo que supone un problema importante en los grandes centros urbanos durante los meses de verano, como Los Ángeles, California y Ciudad de México.

### Sistemas troposféricos superiores
La existencia de altas presiones de nivel superior (en altura) permite la divergencia de nivel superior que conduce a la convergencia en superficie. Si no existe una dorsal de nivel medio que la cubra, se produce convección libre y el desarrollo de chubascos y tormentas si la atmósfera inferior es húmeda.  Debido a que se desarrolla un bucle de retroalimentación positiva entre el ciclón tropical convectivo y la alta de nivel superior, los dos sistemas se fortalecen. Este bucle se detiene una vez que las temperaturas del océano se enfrían por debajo de 26,5 grados Celsius (79,7 °F), reduciendo la actividad de las tormentas eléctricas, lo que debilita el sistema de alta presión de nivel superior.

## Importancia para los regímenes monzónicos globales
Cuando la dorsal subtropical del Pacífico noroccidental es más fuerte de lo normal, se produce una estación monzónica húmeda para Asia. La posición de la dorsal subtropical está vinculada a la medida en que la humedad del monzón y las tormentas eléctricas se extienden hacia el norte en los Estados Unidos.  Típicamente, la dorsal subtropical a través de América del Norte migra lo suficientemente lejos hacia el norte para comenzar las condiciones monzónicas a través del Desierto del Suroeste de julio a septiembre. Cuando la dorsal subtropical está más al norte de lo normal hacia las Cuatro Esquinas, las tormentas eléctricas del Monzón de Nuevo México pueden extenderse hacia el norte en Arizona y Nuevo México.  Cuando se suprimen hacia el sur, la atmósfera se seca a lo largo del suroeste desértico, provocando una ruptura del régimen monzónico.

## Depuración en los mapas meteorológicos

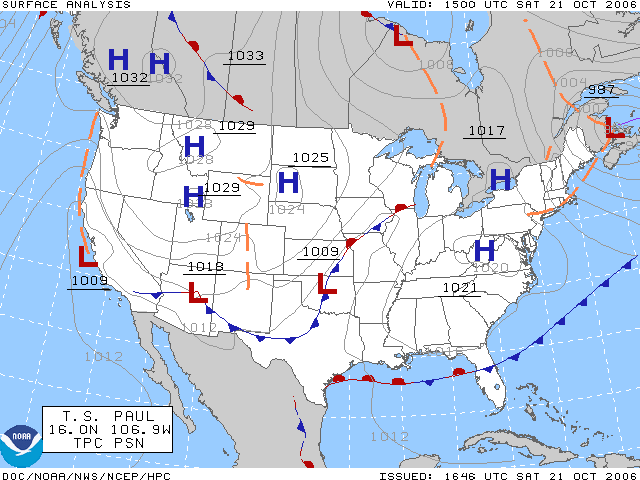
Un análisis meteorológico en superficie para los Estados Unidos el 21 de octubre de 2006

En los mapas meteorológicos, los centros de altas presiones se asocian con la letra H en inglés, dentro de la isobara con el mayor valor de presión. En las cartas de niveles superiores de presión constante, los anticiclones se sitúan dentro del contorno de la línea de altura más alta.

## Versiones extraterrestres
En Júpiter hay dos ejemplos de tormenta anticiclónica extraterrestre; la Gran Mancha Roja y la recientemente formada Oval BA. Son impulsadas por tormentas más pequeñas que se fusionan a diferencia de cualquier tormenta anticiclónica típica que ocurre en la Tierra donde el agua las impulsa.  Otra teoría es que los gases más calientes se elevan en una columna de aire frío, creando un vórtice como es el caso de otras tormentas que incluyen la Mancha de Ana en Saturno y la Gran Mancha Oscura en Neptuno. Se han detectado anticiclones cerca de los polos de Venus.